# Список лінійних кораблів США

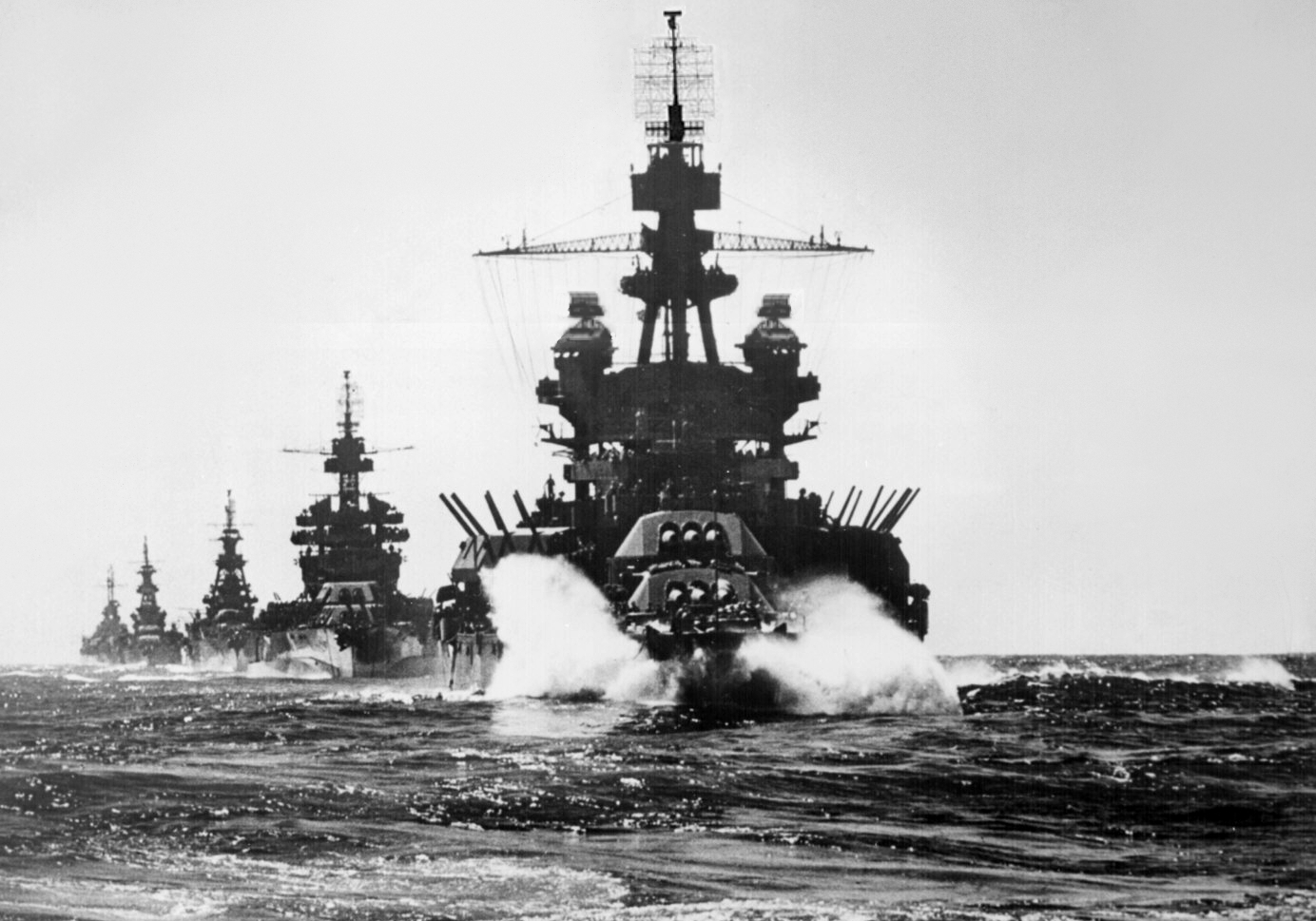
Американські лінкори в голові кільватерної колони флоту входять до затоки Лінґайєн. 1945

Список лінійних кораблів США — перелік лінійних кораблів, які перебували на озброєнні Військово-морських сил США.

## Історія
Військово-морські сили США розпочали будівництво лінійних кораблів у 1892 році, заклавши 1889 року «Техас», хоча фактично першим кораблем, який отримав таке позначення, був «Індіана», що заклали на вісім років раніше. «Техас» і «Мен» були введені в експлуатацію через три роки у 1895 році, були частиною програми Нового військово-морського флоту кінця XIX століття, що передбачала замовлення на три пре-дредноути. Закон про ВМС від 19 липня 1892 дозволив будівництво четвертого «морського бойового корабля берегової лінії», яким став «Айова». Незважаючи на багато пізніші заяви про те, що вони мали бути суто оборонними і були дозволені як «кораблі берегової оборони», вони майже одразу були використані для наступальних операцій під час іспано-американської війни. До початку XX століття американські ВМС мали на озброєнні або будували три лінкори типу «Іллінойс» і два типу «Кірсардж», що зробило їх п'ятою найсильнішою державою світу на морі з нації, яка була 12-ю в 1870 році.
За винятком «Кірсардж», удостоєного цього ім'я рішенням Конгресу, усі лінкори ВМС США отримували свої назви на честь штатів, і кожен із 48 штатів, що перебували у складі держави на той час, мав принаймні один лінкор, названий на його честь, крім «Монтани»; двом лінкорам було дозволено назвати Монтана, але обидва були скасовані до початку будівництва. «Аляска» та «Гаваї» не стали штатами до 1959 року, після завершення будівництва лінійних кораблів, але лінійний крейсер, або «великий крейсер», «Аляска» був побудований під час Другої світової війни, а його сістершип, «Гаваї», розпочали будувати, але згодом скасували будівництво.
Жоден з американських лінкорів не був втрачений у морі внаслідок бойових дій, хоча чотири були потоплені під час атаки японської авіації на Перл-Гарбор. З них лише «Аризона» і «Оклахома» були остаточно знищені в результаті дій ворога, а два «Юта» і «Каліфорнія» згодом підняті. «Юту» остаточно затопили у Перл-Гарборі, як такий, що не має перспектив подальшого використання. Кілька інших лінійних кораблів були потоплені як цілі, а корпус «Оклахоми» був врятований і втрачений у морі під час буксирування на материк для утилізації.
Лінкори брали активну участь у бойових діях на Тихоокеанському та Європейському театрах війни. «Міссурі» був відомий тим, що на ньому був підписаний акт про капітуляцію Японії, він став останнім лінкором у світі, який було виведено з експлуатації 31 березня 1992 року. Сім із цих десяти кораблів, що брали участь у війні, все ще існують. «Саут Дакота», «Вашингтон» і «Індіана» були списані на металобрухт, але решта тепер є кораблями-музеями.
У жовтні 2006 року останні лінкори («Айова» та «Вісконсін») були викреслені з військово-морського реєстру.

### Список лінійних кораблів США
Позначення
| № з/п                 | Бортовий номер | Зображення | Назва            | Тип                  | Водотоннажність | Закладений                                                                                                | Спущено на воду                                                                                           | Введено в експлуатацію                                                                                    | Статус | Прим. |
| --------------------- | -------------- | ---------- | ---------------- | -------------------- | --------------- | --- | --- | --- | --- | --- |
| Панцерники 2-го класу |                |            |                  |                      |                 | | | | | |
| 1                     |                |            | «Техас»          | «Техас»              | 6 417 тонн      | 1 червня 1889                                                                                             | 28 червня 1892                                                                                            | 15 серпня 1895                                                                                            | 22 березня 1912 року затоплений як корабель-мішень                                                                    | |
| Пре-дредноути         |                |            |                  |                      |                 | | | | | |
| 2                     | BB-1           |            | «Індіана»        | «Індіана»            | 10453 тонни     | 7 травня 1891                                                                                             | 28 лютого 1893                                                                                            | 20 листопада 1895                                                                                         | 1 листопада 1920 року затоплений як корабель-мішень; 19 березня 1924 року проданий на брухт                           | |
| 3                     | BB-2           |            | «Массачусетс»    | «Індіана»            | 10453 тонни     | 25 червня 1891                                                                                            | 10 червня 1893                                                                                            | 10 червня 1896                                                                                            | 6 січня 1921 року затоплений як штучний риф                                                                           | |
| 3                     | BB-3           |            | «Орегон»         | «Індіана»            | 10453 тонни     | 19 листопада 1891                                                                                         | 26 жовтня 1893                                                                                            | 15 липня 1896                                                                                             | 15 березня 1956 року проданий на брухт                                                                                | |
| 5                     | BB-4           |            | «Айова»          | «Айова»              | 12850 тонн      | 5 серпня 1893                                                                                             | 28 березня 1896                                                                                           | 16 червня 1897                                                                                            | 23 березня 1923 року затоплений як корабель-мішень                                                                    | |
| 6                     | BB-5           |            | «Кірсардж»       | «Кірсардж»           | 11730 тонн      | 30 червня 1896                                                                                            | 24 березня 1898                                                                                           | 20 лютого 1900                                                                                            | 9 серпня 1955 року проданий на брухт                                                                                  | |
| 7                     | BB-6           |            | «Кентуккі»       | «Кірсардж»           | 11730 тонн      | 30 червня 1896                                                                                            | 24 березня 1898                                                                                           | 15 травня 1900                                                                                            | 24 березня 1923 року проданий на брухт                                                                                | |
| 8                     | BB-7           |            | «Іллінойс»       | «Іллінойс»           | 12450 тонн      | 10 лютого 1897                                                                                            | 4 жовтня 1898                                                                                             | 16 вересня 1901                                                                                           | 18 травня 1956 року проданий на брухт                                                                                 | 1921 році переданий до морської поліції міста Нью-Йорк, 1941 році перейменований на «Штат прерії»                                                                    |
| 9                     | BB-8           |            | «Алабама»        | «Іллінойс»           | 12450 тонн      | 2 грудня 1896                                                                                             | 18 травня 1898                                                                                            | 16 жовтня 1900                                                                                            | 27 вересня 1921 року затоплений як корабель-мішень Авіаційною службою Армії США                                       | |
| 10                    | BB-9           |            | «Вісконсин»      | «Іллінойс»           | 12450 тонн      | 9 лютого 1897                                                                                             | 26 листопада 1898                                                                                         | 4 лютого 1901                                                                                             | 26 січня 1922 року проданий на брухт                                                                                  | |
| 11                    | BB-10          |            | «Мен»            | «Мен»                | 12700 тонн      | 15 лютого 1899                                                                                            | 27 липня 1901                                                                                             | 29 грудня 1902                                                                                            | 23 січня 1922 року проданий на брухт                                                                                  | |
| 12                    | BB-11          |            | «Міссурі»        | «Мен»                | 12700 тонн      | 7 лютого 1900                                                                                             | 28 грудня 1901                                                                                            | 1 грудня 1903                                                                                             | 26 січня 1922 року проданий на брухт                                                                                  | |
| 13                    | BB-12          |            | «Огайо»          | «Мен»                | 12700 тонн      | 22 квітня 1899                                                                                            | 18 травня 1901                                                                                            | 4 жовтня 1904                                                                                             | 24 березня 1923 року проданий на брухт                                                                                | |
| 14                    | BB-13          |            | «Вірджинія»      | «Вірджинія»          | 15000 тонн      | 21 травня 1902                                                                                            | 5 квітня 1904                                                                                             | 7 травня 1906                                                                                             | 5 вересня 1923 року затоплений як корабель-мішень військовою авіацією США                                             | |
| 15                    | BB-14          |            | «Небраска»       | «Вірджинія»          | 15000 тонн      | 4 липня 1902                                                                                              | 7 жовтня 1904                                                                                             | 1 липня 1907                                                                                              | 9 листопада 1923 року проданий на брухт                                                                               | |
| 16                    | BB-15          |            | «Джорджія»       | «Вірджинія»          | 15000 тонн      | 31 серпня 1901                                                                                            | 11 жовтня 1904                                                                                            | 24 вересня 1906                                                                                           | 10 листопада 1923 року проданий на брухт                                                                              | |
| 17                    | BB-16          |            | «Нью-Джерсі»     | «Вірджинія»          | 15000 тонн      | 3 травня 1902                                                                                             | 10 листопада 1904                                                                                         | 12 травня 1906                                                                                            | 5 вересня 1923 року затоплений як корабель-мішень бомбардувальником Martin NBS-1                                      | |
| 18                    | BB-17          |            | «Род-Айленд»     | «Вірджинія»          | 15000 тонн      | 1 травня 1902                                                                                             | 17 травня 1904                                                                                            | 19 лютого 1906                                                                                            | 1 листопада 1923 року проданий на брухт                                                                               | |
| 19                    | BB-18          |            | «Коннектикут»    | «Коннектикут»        | 16000 тонн      | 10 березня 1903                                                                                           | 29 вересня 1904                                                                                           | 29 вересня 1906                                                                                           | 1 листопада 1923 року проданий на брухт                                                                               | |
| 20                    | BB-19          |            | «Луізіана»       | «Коннектикут»        | 16000 тонн      | 7 лютого 1903                                                                                             | 27 серпня 1904                                                                                            | 2 червня 1906                                                                                             | 1 листопада 1923 року проданий на брухт                                                                               | |
| 21                    | BB-20          |            | «Вермонт»        | «Коннектикут»        | 16000 тонн      | 21 травня 1904                                                                                            | 31 серпня 1905                                                                                            | 4 березня 1907                                                                                            | 30 листопада 1923 року проданий на брухт                                                                              | |
| 22                    | BB-21          |            | «Канзас»         | «Коннектикут»        | 16000 тонн      | 10 лютого 1904                                                                                            | 12 серпня 1905                                                                                            | 18 квітня 1907                                                                                            | 24 серпня 1923 року виведений зі складу флоту та згодом проданий на брухт                                             | |
| 23                    | BB-22          |            | «Міннесота»      | «Коннектикут»        | 16000 тонн      | 27 жовтня 1903                                                                                            | 8 квітня 1905                                                                                             | 9 березня 1907                                                                                            | 23 січня 1924 року проданий на брухт                                                                                  | |
| 24                    | BB-25          |            | «Нью-Гемпшир»    | «Коннектикут»        | 16000 тонн      | 1 травня 1905                                                                                             | 30 червня 1906                                                                                            | 19 березня 1908                                                                                           | 1 листопада 1923 року проданий на брухт                                                                               | |
| 25                    | BB-23          |            | «Міссісіпі»      | «Міссісіпі»          | 13000 тонн      | 12 травня 1904                                                                                            | 30 вересня 1905                                                                                           | 1 лютого 1908                                                                                             | У 1950-ті проданий на брухт                                                                                           | У липні 1914 року проданий Королівському флоту Греції, перейменований на «Кілкіс»; 23 квітня 1941 року потоплений німецькими Ju 87 на ВМБ Саламін під час вторгнення |
| 26                    | BB-24          |            | «Айдахо»         | «Міссісіпі»          | 13000 тонн      | 12 травня 1904                                                                                            | 9 грудня 1905                                                                                             | 1 квітня 1908                                                                                             | У 1950-ті рештки підняті та продані на брухт                                                                          | У липні 1914 року проданий Королівському флоту Греції, перейменований на «Лемнос»; 23 квітня 1941 року потоплений німецькими Ju 87 на ВМБ Саламін під час вторгнення |
| Дредноути             |                |            |                  |                      |                 | | | | | |
| 27                    | BB-26          |            | «Саут Керолайна» | «Саут Керолайна»     | 16000 тонн      | 18 грудня 1906                                                                                            | 11 липня 1908                                                                                             | 1 березня 1910                                                                                            | 1 листопада 1923 року виведений зі складу флоту та згодом проданий на брухт                                           | |
| 28                    | BB-27          |            | «Мічиган»        | «Саут Керолайна»     | 16000 тонн      | 17 грудня 1906                                                                                            | 26 травня 1908                                                                                            | 4 січня 1910                                                                                              | 10 листопада 1923 року виведений зі складу флоту та згодом проданий на брухт                                          | |
| 29                    | BB-28          |            | «Делавер»        | «Делавер»            | 20380 тонн      | 11 листопада 1907                                                                                         | 6 лютого 1909                                                                                             | 4 квітня 1910                                                                                             | 10 листопада 1923 року виведений зі складу флоту та згодом проданий на брухт                                          | |
| 30                    | BB-29          |            | «Норт Дакота»    | «Делавер»            | 20380 тонн      | 16 грудня 1907                                                                                            | 10 листопада 1908                                                                                         | 11 квітня 1910                                                                                            | 22 листопада 1923 року виведений зі складу флоту та згодом проданий на брухт                                          | |
| 31                    | BB-30          |            | «Флорида»        | «Флорида»            | 21800 тонн      | 8 березня 1909                                                                                            | 12 травня 1910                                                                                            | 15 вересня 1911                                                                                           | 16 лютого 1931 року виведений зі складу флоту та згодом проданий на брухт                                             | |
| 32                    | BB-31          |            | «Юта»            | «Флорида»            | 21800 тонн      | 9 березня 1909                                                                                            | 23 грудня 1909                                                                                            | 31 серпня 1911                                                                                            | 7 грудня 1941 року потоплений внаслідок японської атаки на Перл-Гарбор                                                | 1931 році перекваліфікований на корабель-мішень; 5 вересня 1944 року списаний                                                                                        |
| 33                    | BB-32          |            | «Вайомінг»       | «Вайомінг»           | 26000 тонн      | 9 лютого 1910                                                                                             | 25 травня 1911                                                                                            | 25 вересня 1912                                                                                           | 1 серпня 1947 року виведений зі складу флоту та 30 жовтня 1947 року проданий на брухт                                 | |
| 34                    | BB-33          |            | «Арканзас»       | «Вайомінг»           | 26000 тонн      | 25 січня 1910                                                                                             | 14 січня 1911                                                                                             | 17 вересня 1912                                                                                           | 29 липня 1946 року виведений зі складу флоту                                                                          | 25 липня 1946 року потоплений при проведенні операції «Кросроудс» |
| 35                    | BB-34          |            | «Нью-Йорк»       | «Нью-Йорк»           | 27200 тонн      | 11 вересня 1911                                                                                           | 30 жовтня 1912                                                                                            | 15 травня 1914                                                                                            | 29 серпня 1946 року виведений зі складу флоту                                                                         | у липні 1946 року залучався як корабель-мішень в операції «Кросроудс»; 6 липня 1948 року затоплений поблизу Гаваїв                                                   |
| 36                    | BB-35          |            | «Техас»          | «Нью-Йорк»           | 27200 тонн      | 17 квітня 1911                                                                                            | 18 травня 1912                                                                                            | 12 березня 1914                                                                                           | 30 квітня 1948 року виведений зі складу флоту та перетворений на корабель-музей                                       | |
| Лінійні кораблі       |                |            |                  |                      |                 | | | | | |
| 37                    | BB-36          |            | «Невада»         | «Невада»             | 31000 тонн      | 4 листопада 1912                                                                                          | 11 липня 1914                                                                                             | 11 березня 1916                                                                                           | 29 серпня 1946 року виведений зі складу флоту                                                                         | 31 липня 1948 року затоплений як корабель-мішень |
| 38                    | BB-37          |            | «Оклахома»       | «Невада»             | 31000 тонн      | 26 жовтня 1912                                                                                            | 23 березня 1914                                                                                           | 2 травня 1916                                                                                             | 7 грудня 1941 року потоплений внаслідок японської атаки на Перл-Гарбор; 1 вересня 1944 року виведений зі складу флоту | 17 травня 1947 року корпус затонув під час буксування в шторм у затоці Сан-Франциско                                                                                 |
| 39                    | BB-38          |            | «Пенсильванія»   | «Пенсильванія»       | 31400 тонн      | 27 жовтня 1913                                                                                            | 16 березня 1915                                                                                           | 12 червня 1916                                                                                            | 29 серпня 1946 року виведений зі складу флоту                                                                         | у липні 1946 року залучався як корабель-мішень в операції «Кросроудс»; 10 лютого 1948 року затоплений поблизу Бікіні                                                 |
| 40                    | BB-39          |            | «Аризона»        | «Пенсильванія»       | 31400 тонн      | 16 березня 1914                                                                                           | 19 червня 1915                                                                                            | 17 жовтня 1916                                                                                            | 7 грудня 1941 року потоплений внаслідок японської атаки на Перл-Гарбор                                                | |
| 41                    | BB-40          |            | «Нью-Мексіко»    | «Нью-Мексіко»        | 32514 тонн      | 14 жовтня 1915                                                                                            | 13 квітня 1917                                                                                            | 20 травня 1918                                                                                            | 25 лютого 1947 року розібраний на брухт                                                                               | |
| 42                    | BB-41          |            | «Міссісіпі»      | «Нью-Мексіко»        | 33000 тонн      | 5 квітня 1915                                                                                             | 25 січня 1917                                                                                             | 18 грудня 1918                                                                                            | 17 вересня 1956 року списаний на брухт                                                                                | |
| 43                    | BB-42          |            | «Айдахо»         | «Нью-Мексіко»        | 33000 тонн      | 20 січня 1915                                                                                             | 30 червня 1917                                                                                            | 24 березня 1919                                                                                           | 3 липня 1946 року виведений зі складу флоту, 24 листопада 1947 року списаний на брухт                                 | |
| 44                    | BB-43          |            | «Теннессі»       | «Теннессі»           | 32818 тонн      | 14 травня 1917                                                                                            | 30 квітня 1919                                                                                            | 3 червня 1920                                                                                             | 10 липня 1959 року проданий на брухт                                                                                  | |
| 45                    | BB-44          |            | «Каліфорнія»     | «Теннессі»           | 32818 тонн      | 25 жовтня 1916                                                                                            | 20 листопада 1919                                                                                         | 10 серпня 1921                                                                                            | 10 липня 1959 року проданий на брухт                                                                                  | 7 грудня 1941 року потоплений при атаці на Перл-Гарбор; 5 травня 1944 року повернутий до строю                                                                       |
| 46                    | BB-45          |            | «Колорадо»       | «Колорадо»           | 33100 тонн      | 29 травня 1919                                                                                            | 22 березня 1921                                                                                           | 30 серпня 1923                                                                                            | 23 липня 1959 року проданий на брухт                                                                                  | |
| 47                    | BB-46          |            | «Меріленд»       | «Колорадо»           | 33100 тонн      | 24 квітня 1917                                                                                            | 20 березня 1920                                                                                           | 21 липня 1921                                                                                             | 8 липня 1959 року проданий на брухт                                                                                   | |
| 48                    | BB-47          |            | «Вашингтон»      | «Колорадо»           | 33100 тонн      | 30 червня 1919                                                                                            | 1 вересня 1921                                                                                            | будівництво припинено                                                                                     | | 25 листопада 1924 року затоплений як корабель-мішень |
| 49                    | BB-48          |            | «Вест Вірджинія» | «Колорадо»           | 33100 тонн      | 12 квітня 1920                                                                                            | 17 листопада 1921                                                                                         | 1 грудня 1923                                                                                             | 24 серпня 1959 року проданий на брухт                                                                                 | 7 грудня 1941 року потоплений при атаці на Перл-Гарбор; 12 липня 1944 року повернутий до строю                                                                       |
| 50-55                 | BB-49—BB-54    |            | —                | «Саут Дакота»        | 43200 тонн      | 17 серпня 1922 року будівництво лінкорів припинено у відповідності до вимог Вашингтонської морської угоди | 17 серпня 1922 року будівництво лінкорів припинено у відповідності до вимог Вашингтонської морської угоди | 17 серпня 1922 року будівництво лінкорів припинено у відповідності до вимог Вашингтонської морської угоди | 17 серпня 1922 року будівництво лінкорів припинено у відповідності до вимог Вашингтонської морської угоди             | 17 серпня 1922 року будівництво лінкорів припинено у відповідності до вимог Вашингтонської морської угоди                                                            |
| 56                    | BB-55          |            | «Норт Керолайна» | «Норт Керолайна»     | 37200 тонн      | 27 жовтня 1937                                                                                            | 13 червня 1940                                                                                            | 9 квітня 1941                                                                                             | 1 червня 1960 року виведений зі складу флоту                                                                          | 29 квітня 1962 року перетворений на корабель-музей |
| 57                    | BB-56          |            | «Вашингтон»      | «Норт Керолайна»     | 37200 тонн      | 14 червня 1938                                                                                            | 1 червня 1940                                                                                             | 15 травня 1941                                                                                            | 1 червня 1960 року виведений зі складу флоту; 24 травня 1961 року проданий на брухт                                   | |
| 58                    | BB-57          |            | «Саут Дакота»    | «Саут Дакота» (1939) | 38000 тонн      | 5 липня 1939                                                                                              | 7 червня 1941                                                                                             | 20 березня 1942                                                                                           | 25 жовтня 1962 року проданий на брухт                                                                                 | |
| 59                    | BB-58          |            | «Індіана»        | «Саут Дакота» (1939) | 38000 тонн      | 20 вересня 1939                                                                                           | 21 листопада 1941                                                                                         | 30 квітня 1942                                                                                            | 23 жовтня 1963 року проданий на брухт                                                                                 | |
| 60                    | BB-59          |            | «Массачусетс»    | «Саут Дакота» (1939) | 38000 тонн      | 20 липня 1939                                                                                             | 23 вересня 1941                                                                                           | 12 травня 1942                                                                                            | 1 червня 1962 року виведений зі складу флоту                                                                          | 14 серпня 1965 року перетворений на корабель-музей |
| 61                    | BB-60          |            | «Алабама»        | «Саут Дакота» (1939) | 38000 тонн      | 1 лютого 1940                                                                                             | 16 лютого 1942                                                                                            | 16 серпня 1942                                                                                            | 1 червня 1962 року виведений зі складу флоту                                                                          | 11 червня 1964 року перетворений на корабель-музей |
| 62                    | BB-61          |            | «Айова»          | «Айова»              | 48500 тонн      | 27 червня 1940                                                                                            | 27 серпня 1942                                                                                            | 22 лютого 1943                                                                                            | 26 жовтня 1990 року виведений зі складу флоту                                                                         | 4 липня 2012 року перетворений на корабель-музей |
| 63                    | BB-62          |            | «Нью-Джерсі»     | «Айова»              | 48500 тонн      | 16 вересня 1940                                                                                           | 7 грудня 1942                                                                                             | 23 травня 1943                                                                                            | 8 лютого 1991 року виведений зі складу флоту                                                                          | 15 жовтня 2001 року перетворений на корабель-музей |
| 64                    | BB-63          |            | «Міссурі»        | «Айова»              | 48500 тонн      | 6 січня 1941                                                                                              | 29 січня 1944                                                                                             | 11 червня 1944                                                                                            | 1 березня 1992 року виведений зі складу флоту                                                                         | 1998 році перетворений на корабель-музей |
| 65                    | BB-64          |            | «Вісконсін»      | «Айова»              | 48500 тонн      | 25 січня 1941                                                                                             | 7 грудня 1943                                                                                             | 14 квітня 1944                                                                                            | 30 вересня 1991 року виведений зі складу флоту                                                                        | 17 березня 2006 році перетворений на корабель-музей |
| 66                    | BB-65          |            | «Іллінойс»       | «Айова»              | 48500 тонн      | 6 грудня 1942                                                                                             | 11 серпня 1945 року будівництво припинено; 1958 році розібраний на брухт                                  | 11 серпня 1945 року будівництво припинено; 1958 році розібраний на брухт                                  | 11 серпня 1945 року будівництво припинено; 1958 році розібраний на брухт                                              | 11 серпня 1945 року будівництво припинено; 1958 році розібраний на брухт                                                                                             |
| 67                    | BB-66          |            | «Кентуккі»       | «Айова»              | 48500 тонн      | 7 березня 1942                                                                                            | 20 січня 1950                                                                                             | будівництво припинено; 31 жовтня 1958 року розібраний на брухт                                            | будівництво припинено; 31 жовтня 1958 року розібраний на брухт                                                        | будівництво припинено; 31 жовтня 1958 року розібраний на брухт |
| 68-72                 | BB-67—BB-71    |            | —                | «Монтана»            | 65000 тонн      | 21 липня 1943 року будівництво припинено, корпуси розібрані на брухт                                      | 21 липня 1943 року будівництво припинено, корпуси розібрані на брухт                                      | 21 липня 1943 року будівництво припинено, корпуси розібрані на брухт                                      | 21 липня 1943 року будівництво припинено, корпуси розібрані на брухт                                                  | 21 липня 1943 року будівництво припинено, корпуси розібрані на брухт                                                                                                 |